# Metacharis
Metacharis es un género de mariposas de la familia Riodinidae.

## Descripción
La especie tipo es Hesperia ptolomaeus Fabricius, 1793, según designación posterior realizada por Scudder en 1875.

## Diversidad
Existen 10 especies reconocidas en el género, 8 de ellas tienen distribución neotropical.

## Plantas hospederas
Las especies del género Metacharis se alimentan de plantas de la familia Olacaceae. Las plantas hospederas reportadas incluyen el género Heisteria.